# Némée
Pour l’article homonyme, voir Némée (dème).
Némée (en grec ancien : Νεμέα) est un sanctuaire grec antique situé au sud de Corinthe, dans le Péloponnèse, célèbre pour son temple consacré à Zeus et pour les Jeux néméens organisés en son honneur.
Il a donné son nom au dème de Némée du district régional de Corinthie, comprenant les villages actuels de Neméa (auparavant, « Άγιος Γεώργιος », Ágios Geórgios, Saint-Georges) et Archéa Neméa (autrefois Héraklion ou Koutsomódi) situés à proximité.
Némée est célèbre dans la mythologie grecque pour être le lieu où Héraclès tua le lion de Némée, ainsi que l'endroit de la métamorphose d'Io en vache.

## Histoire
Dans la mythologie grecque, Némée était dirigée par le roi Lycurgue et la reine Eurydice. Némée était célèbre dans le mythe grec comme le lieu où le héros Héraclès tua le lion de Némée, où l'enfant Opheltès, couché sur un lit de persil, fut tué par un serpent, tandis que sa nourrice Hypsipyle était allée chercher de l'eau pour les Sept contre Thèbes sur leur chemin d'Argos à Thèbes. Les Sept instaurèrent les Jeux néméens en sa mémoire, selon son mythe fondateur (son aition), ce qui explique que la couronne de la victoire soit faite de persil ou de céleri sauvage et que les robes noires des juges soient interprétées comme un signe de deuil. Les Jeux néméens, au sanctuaire de Zeus, sont documentés à partir de 573 av. J.-C.
En 394 avant J.-C. eut lieu la bataille de la rivière Némée, entre Sparte et ses alliés d’Achaïe, d’Élide, de Mantinée et de Tégée, contre une coalition comprenant les Béotiens, les Eubéens, les Athéniens, les Corinthiens et les Argiens. Le résultat de cette bataille fut d’être la dernière victoire marquante des hoplites spartiates, même si leurs alliés subirent des pertes importantes.
Le sanctuaire de Zeus faisait partie du territoire de Cléones en Corinthie, avant d'être administré par Argos. Il n'abritait pas d'habitat permanent et ne constituait pas une cité-État.
Un premier sanctuaire fut construit au VIe siècle av. J.-C., puis détruit à la fin du Ve siècle, les jeux étant alors transférés à Argos. Sous l'impulsion des Macédoniens, un nouveau sanctuaire fut reconstruit vers -330, mais abandonné à partir de -270. Une nouvelle occupation transitoire eut lieu vers 235 av. J.-C., Aratos de Sicyone y organisant des jeux alternatifs aux Jeux néméens transférés à Argos. Le site ne retrouva pas pour autant son activité passée : lors de sa visite par Pausanias au cours du IIe siècle apr. J.-C., le temple avait perdu sa toiture et n'abritait plus de statue de culte.
Le site fut occupé aux Ve et VIe siècles par une communauté chrétienne florissante, avant d'être subitement abandonné après 580 lors des invasions slaves, et déserté pendant plus de 500 ans. Il est habité à nouveau à partir du XIIe siècle, à l'époque de la principauté d'Achaïe, les dernières traces d'occupation datant des débuts de la période ottomane. La vallée est ensuite abandonnée, car un glissement de terrain a obstrué les gorges du fleuve Asopos, la drainant au nord, et crée un marécage propice aux moustiques. En 1883, des travaux de drainage réalisés par une société française permettent de rendre la zone aux cultures, et un village nommé Héraklion (renommé par la suite Arkhaia Nemea « Ancienne Némée ») est construit peu après.

## Site archéologique
| Plan du sanctuaire de Zeus à Némée : 1. Temple de Zeus 2. Autel de Zeus 3. Trésors 4. Xenon 5. Hestiatorion 6. Bains 7. Hérôon d'Opheltès 8. Bâtiment est 9. Bâtiment nord 10. Stade archaïque 11. Maisons 12. Basilique paléochrétienne 13. Ancienne rivière 14. Musée archéologique (moderne) 15. Stade et Apodyterium - Époque classique - Époque moderne |

### Description
À l’intérieur du téménos, la tombe d'Opheltès était entourée d'autels en plein air et enfermée dans un mur de pierre. La source nécessaire au sanctuaire s'appelait Adrastéia : Pausanias se demande si elle portait ce nom parce qu’un certain Adrastos l'avait découverte, mais Adrastéia, « l'incontournable », était le nom de la nourrice de Zeus en Crète, quand il était enfant. Le tumulus à proximité a été supposé être celui de son père, et les hommes d'Argos avaient le privilège de nommer le prêtre de Zeus néméen, selon les informations recueillies par Pausanias lors de sa visite, à la fin du IIe siècle apr. J.-C.
À son époque, le temple, qu'il a noté comme « valait la peine d'être vu », se dressait dans un bosquet de cyprès ; son toit s'était effondré et il n'y avait aucune image de culte dans le temple. Trois colonnes de calcaire du temple de Zeus Néméen d'environ 330 av. J.-C. ont résisté depuis leur construction, et deux autres ont été reconstituées en 2002. Fin 2007, quatre autres colonnes ont été réérigées. Les trois ordres d'architecture apparaissent dans ce temple de la fin de la période classique, annonçant les développements futurs de l'architecture hellénistique, comme l'élancement des colonnes doriques extérieures, dont la hauteur atteint 6,34 m.

### Fouilles
Le site entourant le temple a fait l'objet de campagnes de fouilles annuelles depuis 1973 : le grand autel à ciel ouvert, des bains et d'anciens logements pour les visiteurs ont été mis au jour. Le temple se dresse sur le site d'un temple de la période archaïque, dont seul un mur de fondation est encore visible.
En 2018, les archéologues ont découvert une grande tombe intacte datant du début de l'ère mycénienne (1650-1400 av. J.-C.).
Sous la direction de l'archéologue américain Stephen G. Miller de l'Université de Berkeley, l'anastylose du temple de Zeus, datant du IVe siècle av. J.-C. était en cours en 2011, portant à neuf le nombre des colonnes dressées.
En 2018, un tombeau mycénien a été mis au jour. Il date d'environ -1400.

Évolution des colonnes du temple depuis le XIXe siècle
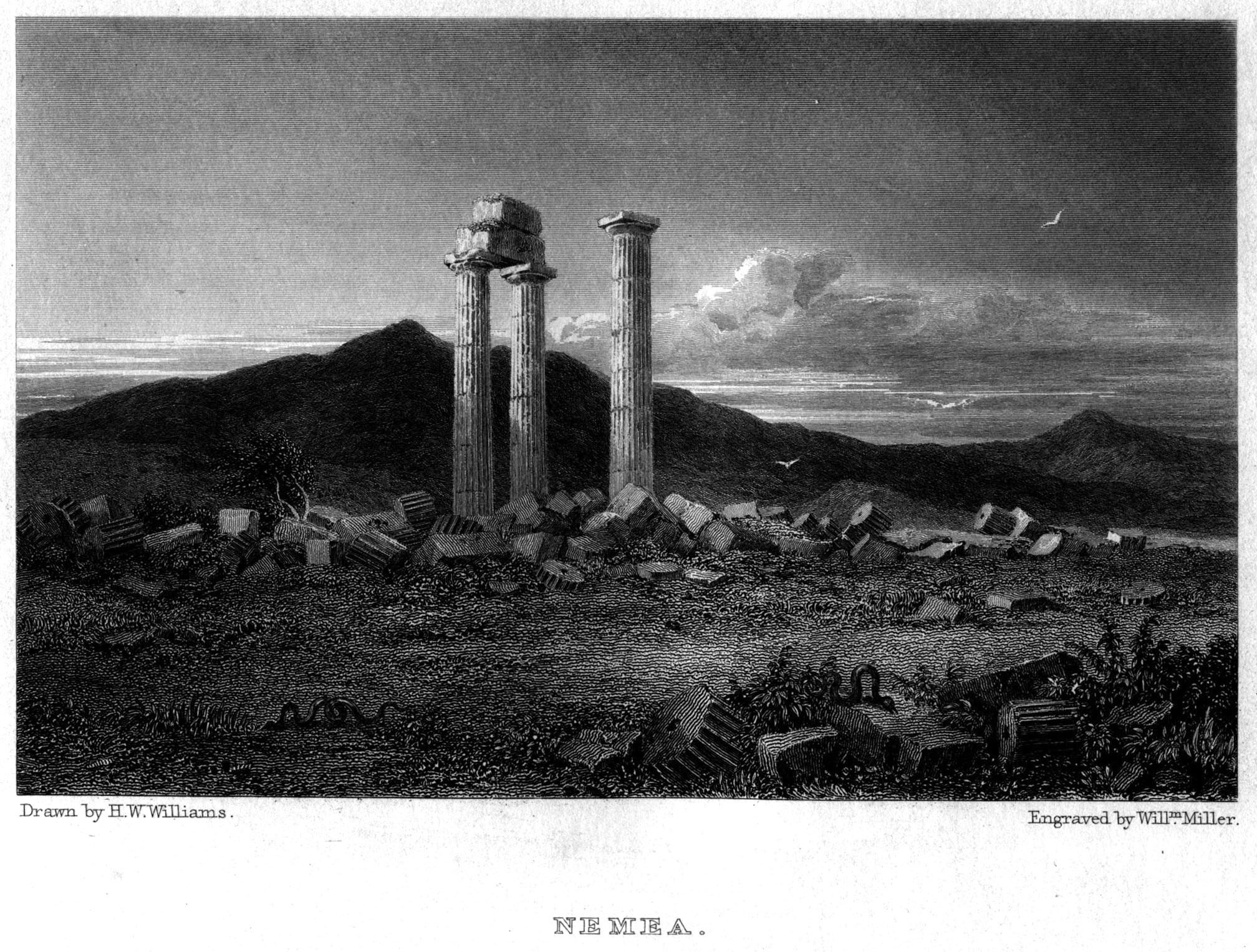
État du site au début du XIXe siècle
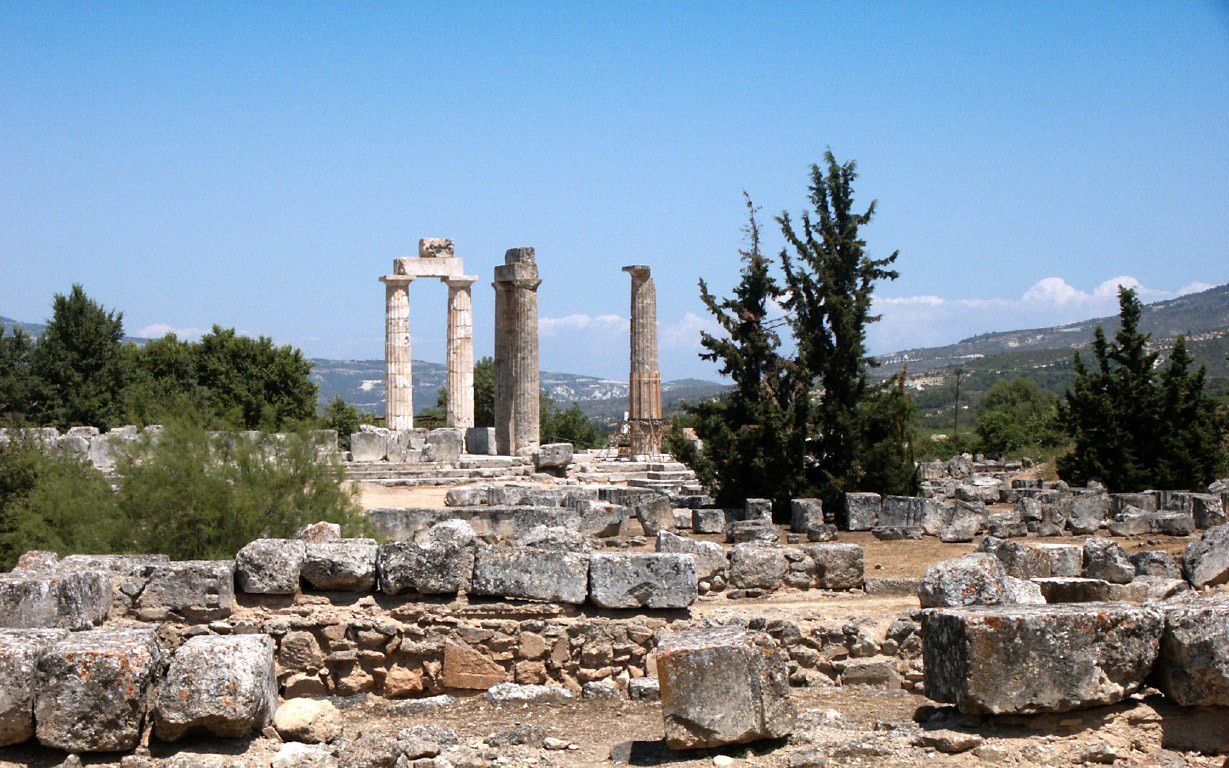
Temple de Zeus en 2004.
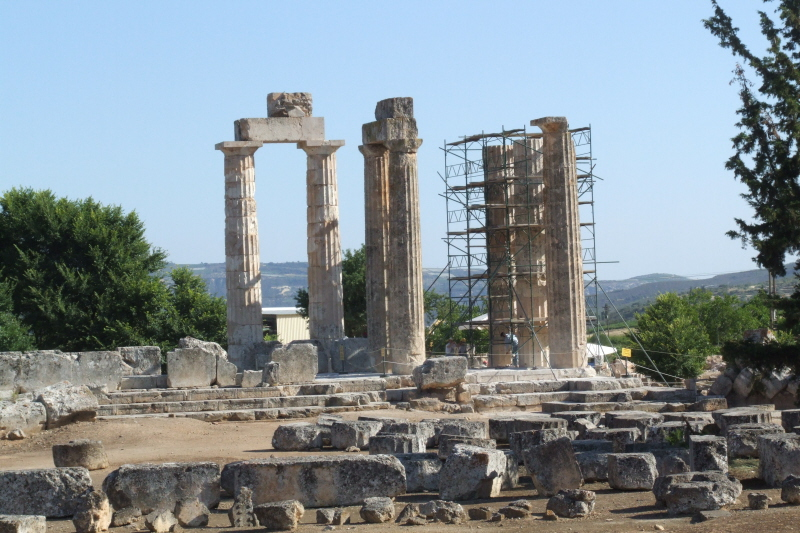
Temple de Zeus en 2007.
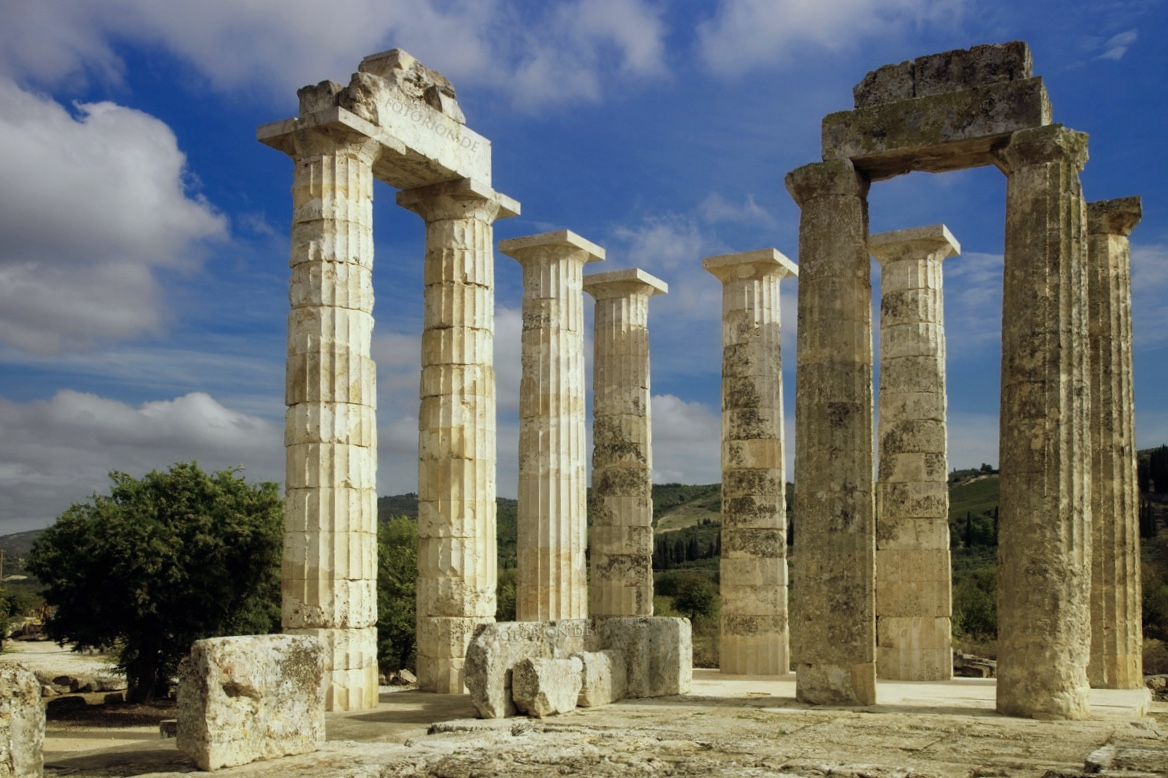
Anastylose du temple : fin 2011, neuf colonnes étaient debout.
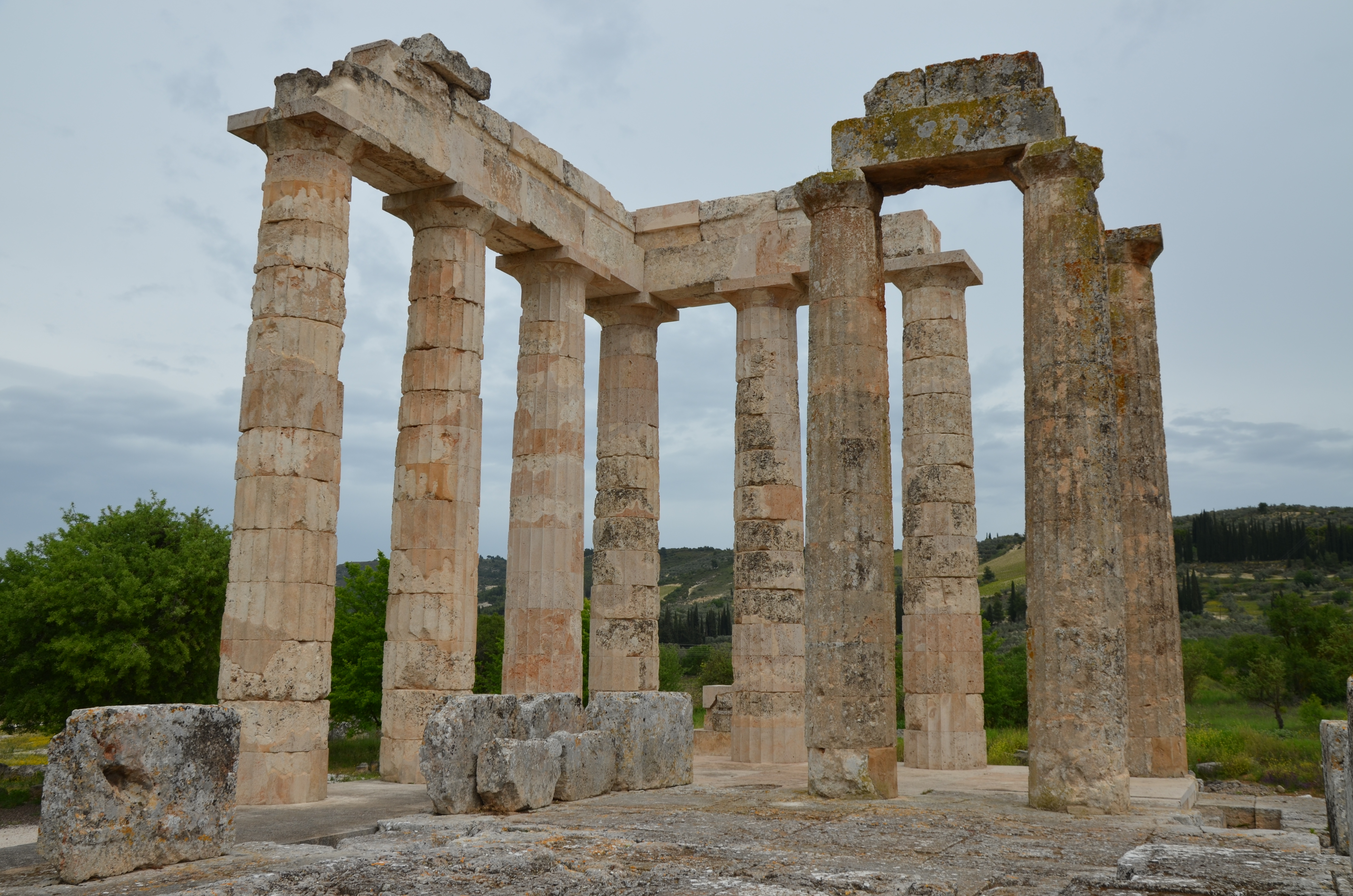
En 2014, l'architrave avait été complétée à l'angle du péristyle.

## Les Jeux néméens hier et aujourd'hui

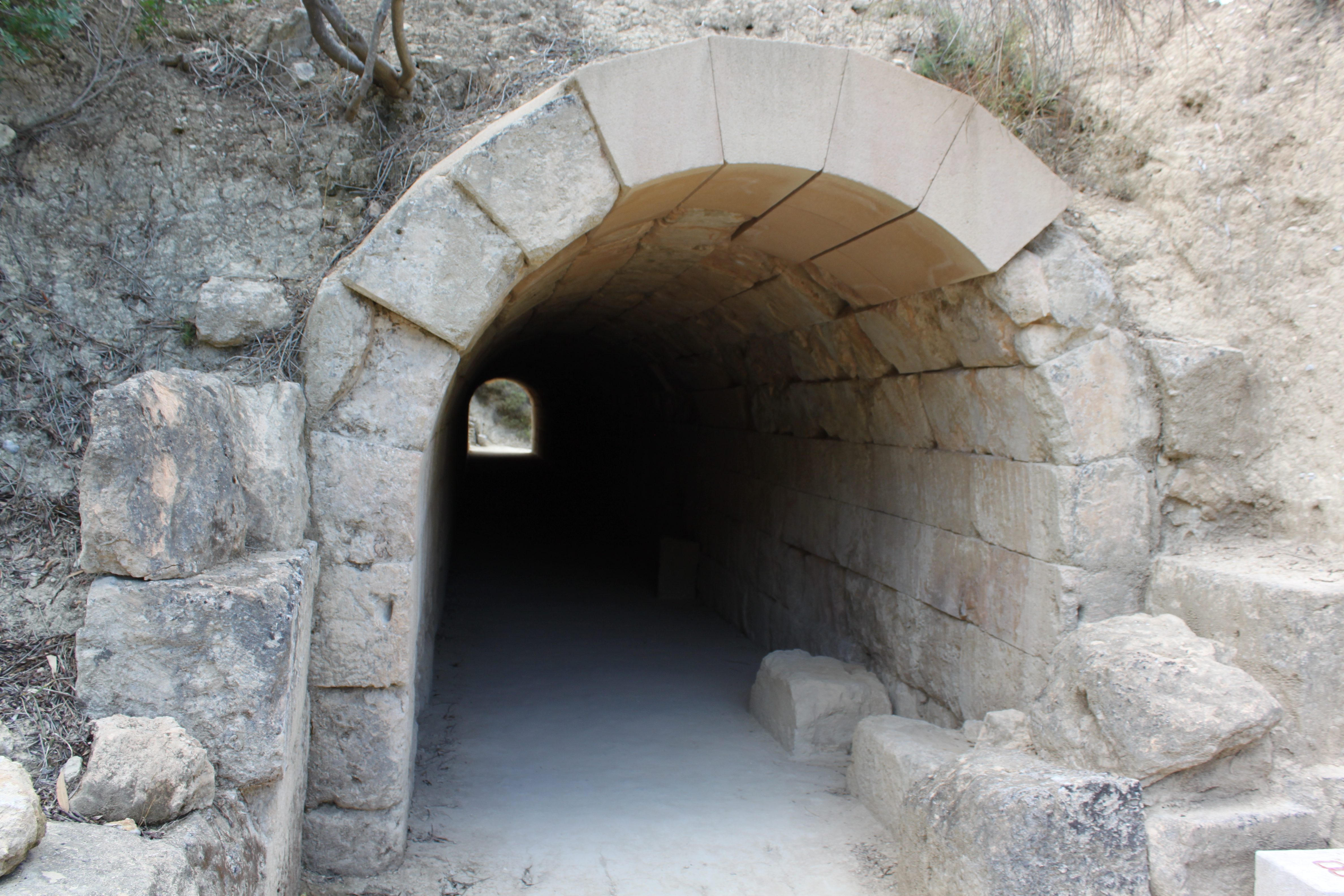
Galerie du stade de Némée

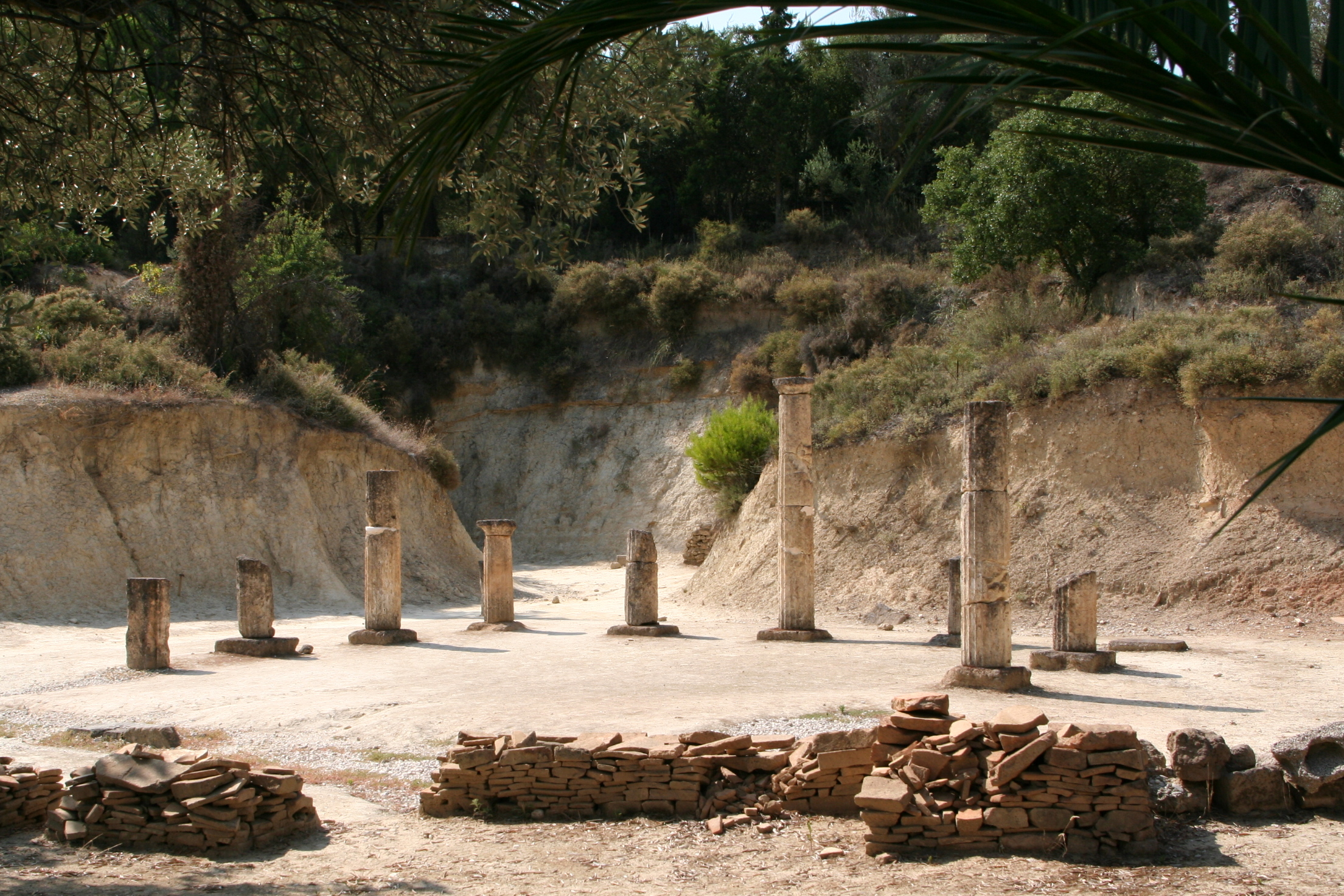
Apodyterium, près du stade.

Le stade a été récemment fouillé et dégagé. Il est remarquable pour son tunnel d'entrée voûté bien conservé, daté d'environ 320 av. J.-C., avec des graffitis anciens sur les murs. Les Jeux néméens s'y sont tenus depuis 573 av. J.-C., dans le sanctuaire de Zeus. On y commémorait la mort d'Archémore, fils du roi Lycurgue.
Une palestre et un gymnase ont également été mis au jour. Le stade a été dégagé à 500 mètres au sud-est du temple, et en 2012, des travaux de restauration ont été menés à bien dans la galerie voûtée et enterrée qui conduit au stade. On a procédé à des injections de chaux hydraulique dans les pierres fissurées afin d'enrayer leur dégradation et d’éviter l'effondrement de la voûte. Longue de 37 m et couverte d'une couche de terre de 7 m d'épaisseur, cette galerie est celle par laquelle les athlètes, dans l'Antiquité, entraient dans le stade. C'est encore par cette galerie que les athlètes y pénètrent aujourd'hui.
Une association internationale pour la renaissance des Jeux néméens, présidée par le professeur Stephen Miller, organise des épreuves de course sur 100 m dans le stade et 7,5 km à partir du temple d'Héraclès de l'antique Cléones jusqu'au stade de Némée. Ces Jeux néméens modernes, d'une durée de trois jours, sont ouverts à tous, sans distinction de sexe ni d'âge, les concurrents et les juges étant vêtus à l'antique. Les vainqueurs reçoivent une couronne tressée d'ache ou de maceron Smyrnium rotundifolium, et se trouvent ainsi honorés comme dans l'Antiquité.

## Musée archéologique
Le musée archéologique de Némée est situé à l'entrée du site archéologique. Construit par l'Université de Californie, il a été donné à l'État grec en 1984. Les objets exposés sont ceux découverts sur le site où à proximité, s’étalant de l'âge du bronze au début de la période byzantine.

Collections du musée
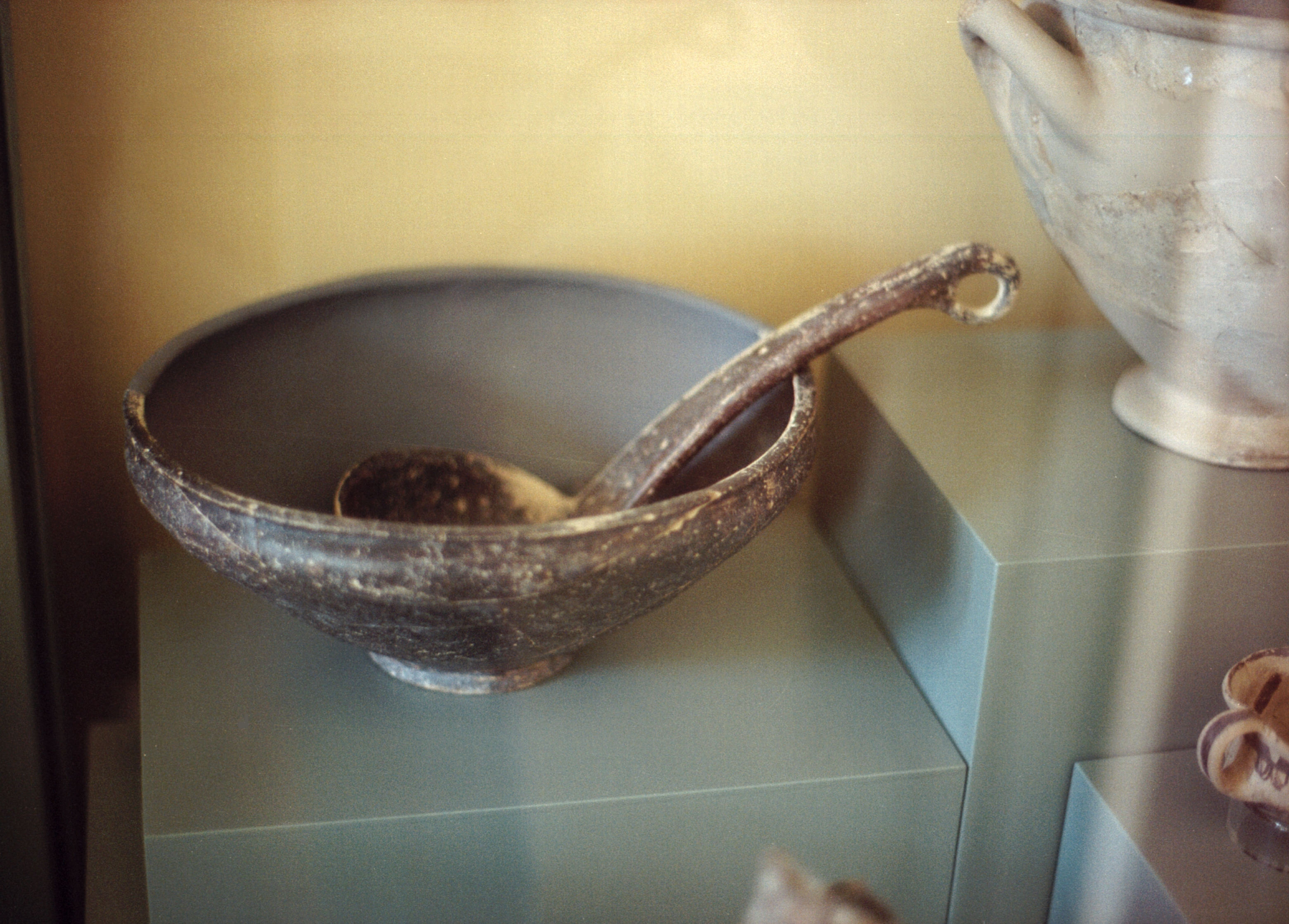
Poterie, Helladique ancien, 2700-2200 av. J.-C.
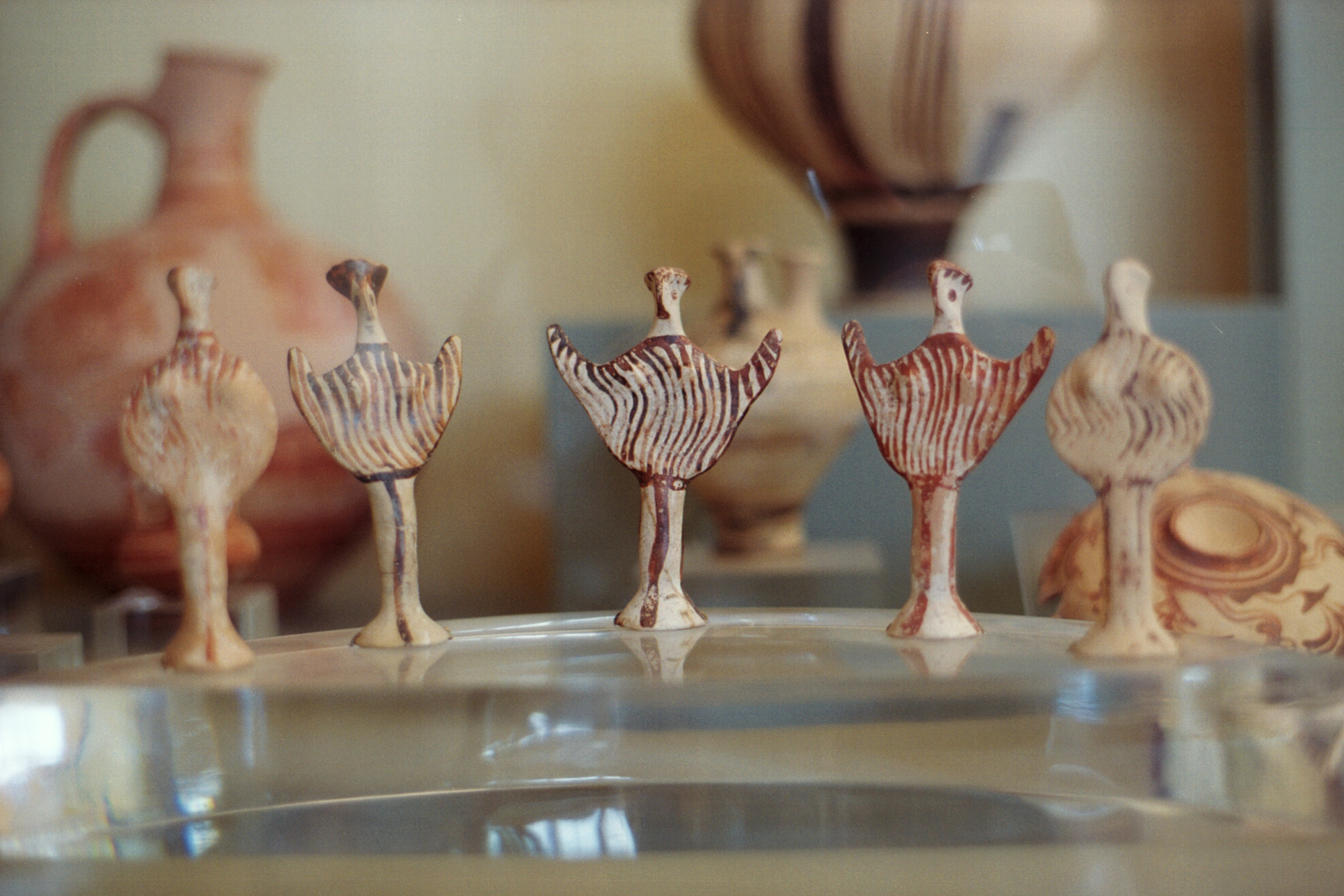
Figurines mycéniennes, dites Déesses aux oiseaux, 1400-1200 av. J.-C.
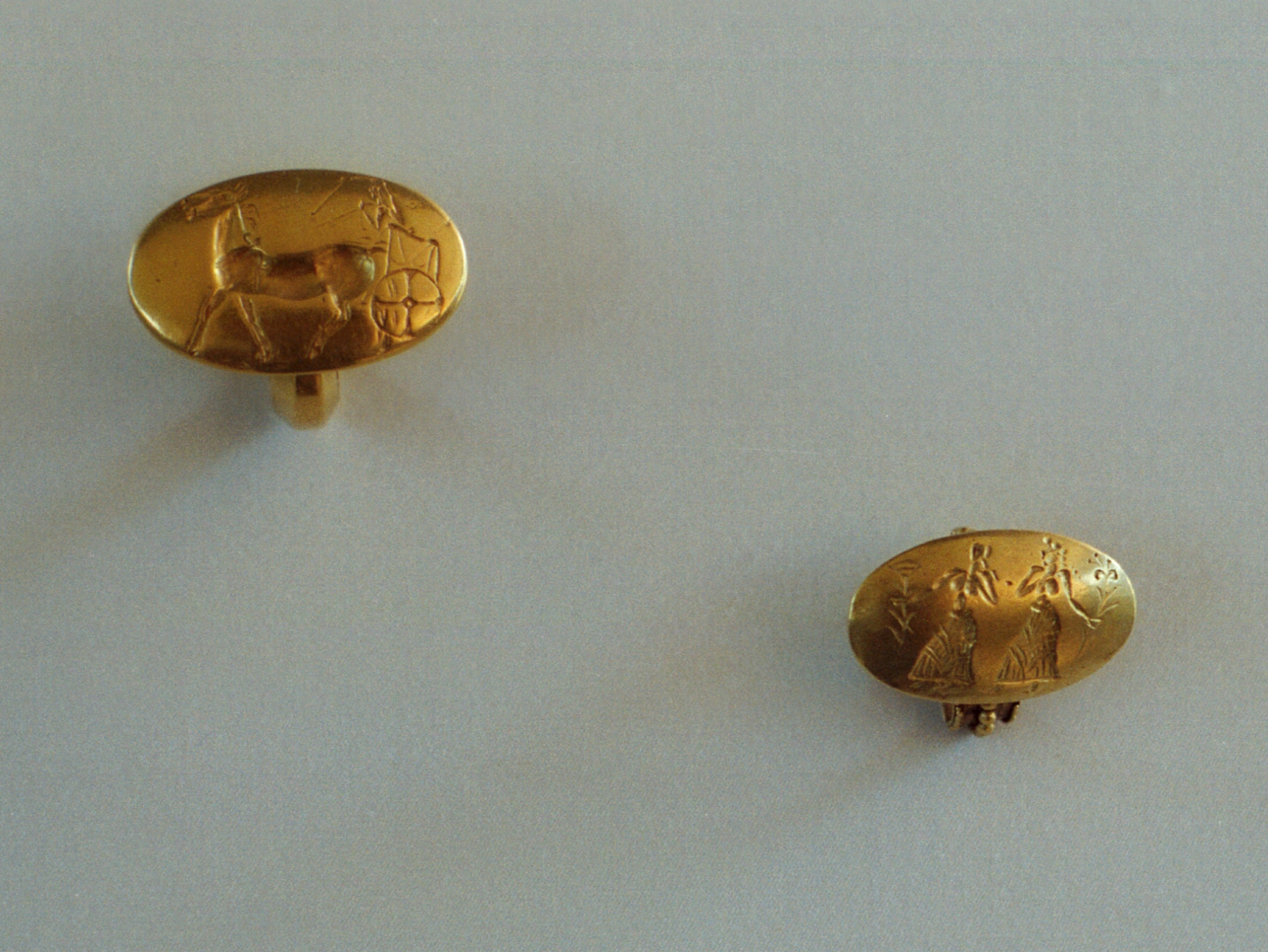
Bagues en or avec reliefs, Helladique tardif (période mycénienne).
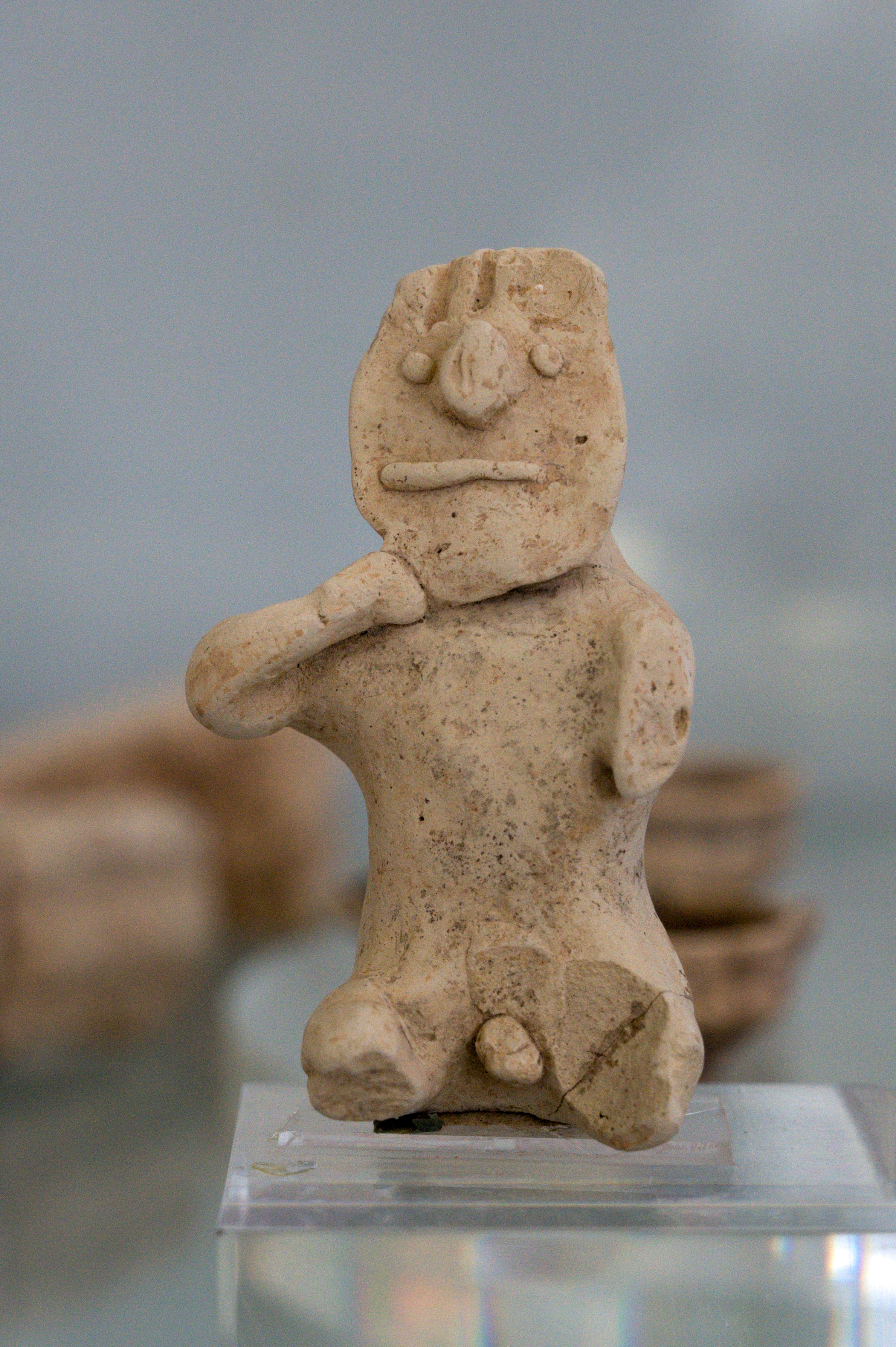
Petit enfant, probablement Opheltès, sanctuaire d'Opheltès à Némée[11].
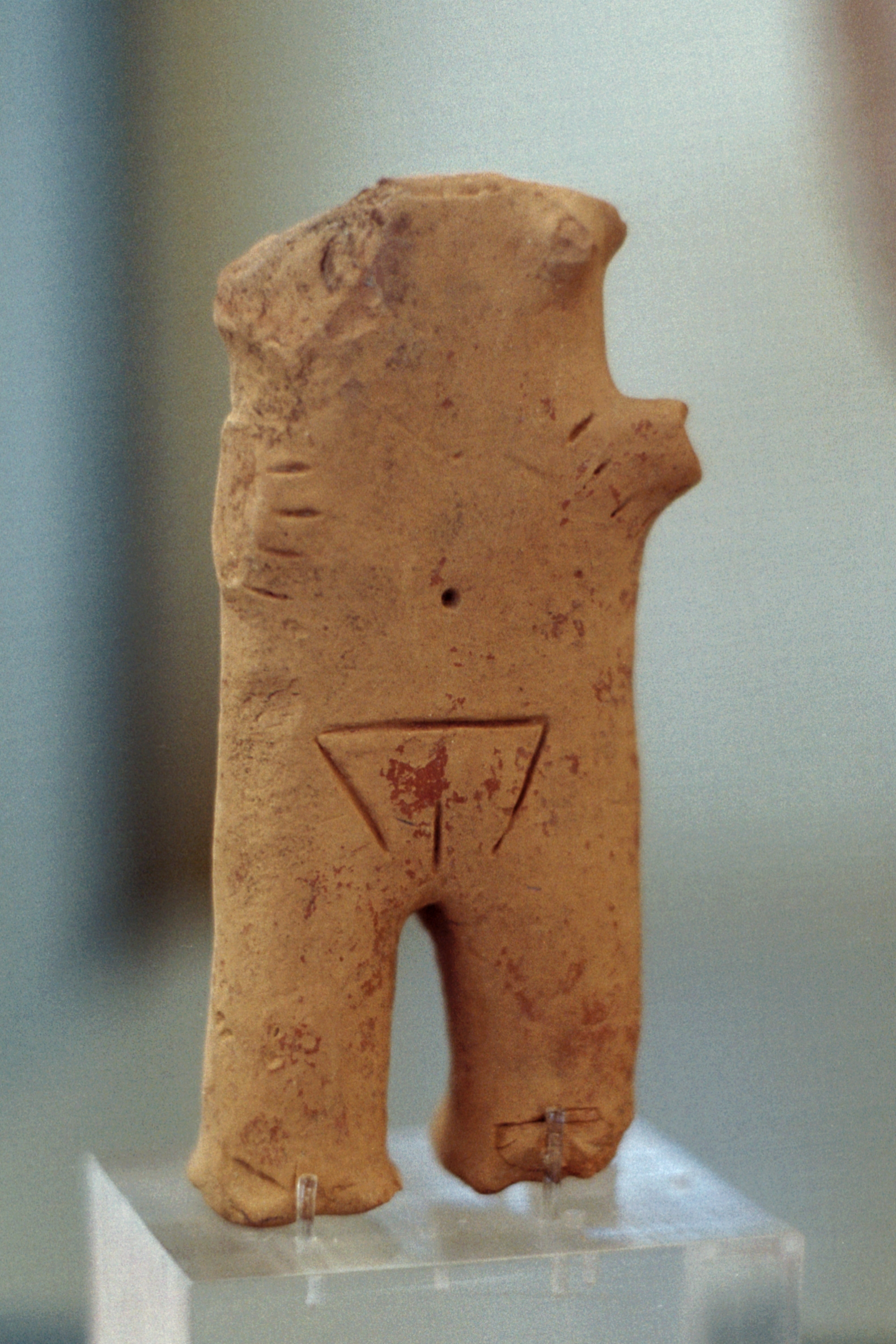
Fragment d’une statuette féminine, Phlionte, 4500-3200 BC.